# Amphiprion sandaracinos
 Amphiprion sandaracinos és una espècie de peix de la família dels pomacèntrids i de l'ordre dels perciformes.

## Morfologia
- Els mascles poden assolir 14 cm de llargària total.[3]

## Reproducció
És monògam i hermafrodita.

## Hàbitat
Viu en zones de clima tropical (30°N-25°S), associat als esculls de corall, a 3-20 m de fondària i en simbiosi amb les anemones Heteractis crispa i Stichodactyla mertensii.

## Distribució geogràfica
Es troba a l'oest del Pacífic: des de l'Illa Christmas i Austràlia Occidental fins a les Illes Ryukyu, Taiwan, les Filipines, Nova Guinea, Nova Bretanya i Salomó.

## Observacions
Es pot criar en captivitat.